# Певајмо 2
Певајмо 2 (енгл. Sing 2) амерички је рачунарски-анимирани мјузикл хумористички филм из 2021. године, продуцента Illumination-а и дистрибутера Universal Pictures-а. Наставак филма Певајмо из 2016. године, сценариста и редитељ филма је Гарт Џенингс, а гласове позајмљују Метју Маконахи, Рис Видерспун, Скарлет Џохансон, Ник Крол, Тарон Еџертон, Тори Кели, Ник Оферман и сам Џенингс, који понављају своје улоге из првог филма. Наставак такође садржи нове ликове којима гласове позајмљују Боби Канавале, Холси, Фарел Вилијамс, Летиша Рајт, Ерик Андре, Челси Перети и Боно. Прича причу о Бастеру Муну и његовој трупи док планирају да наступе у Редшор Ситију како би одржали представу за медијског могула, док раде на ангажовању легендарне рок звезде да наступи са њима.
Премијера филма била је 14. новембра 2021. на АФИ фесту, а издат је 22. децембра 2021. године у биоскопима у Сједињеним Америчким Државам у RealD 3D-у, дистрибутера Universal Pictures-а. Филм је објављен 23. децембра 2021. године у Србији, дистрибутера Taramount Film-а. Добио је помешане критике критичара.

## Радња
У време новогодишњих празника, ново поглавље у сјајној анимираној франшизи стиже са великим сновима и спектакуларним хит песмама, док се увек оптимистична коала, Бастер Мун и његова екипа извођача припремају за свој најблиставији сценски перформанс до сада, који се дешава у светској престоници забаве. Постоји само једна потешкоћа: прво морају да наговоре најзабавнију рок звезду на свету — коју глуми глобална музичка икона Боно, по први пут у анимираном филму — да им се придружи.

## Гласовне улоге
| Улога             | Изворни глас      | Српски глас           |
| ----------------- | ----------------- | --------------------- |
| Бастер Мун        | Метју Маконахи    | Слободан Стефановић   |
| Росита            | Рис Видерспун     | Паулина Манов         |
| Еш                | Скарлет Џохансон  | Ива Манојловић        |
| Џони              | Тарон Еџертон     | Милан Антонић         |
| Мина              | Тори Кели         | Драгана Милошевић     |
| Гантер            | Ник Крол          | Марко Марковић        |
| Џими Кристал      | Боби Канавале     | Драган Вујић          |
| Порша Кристал     | Холси             | Кристина Јовановић    |
| Алфонсо           | Фарел Вилијамс    | Марко Стојановић Луис |
| Норман            | Ник Оферман       | Милан Тубић           |
| Нуши              | Летиша Рајт       | Кристина Јовановић    |
| Даријус           | Ерик Андре        | Александар Глигорић   |
| Суки              | Челси Перети      | Ђурђина Радић         |
| Клеј Каловеј      | Боно              | Небојша Љубишић       |
| гђица Кроли       | Гарт Џенингс      | Предраг Дамњановић    |
| Клаус Кикенклобер | Адам Бакстон      | Дубравко Јовановић    |
| Нана Нудлман      | Џенифер Сондерс   | Душица Новаковић      |
| Велики Татица     | Питер Серафинович | Никола Немешевић      |
| Линда ле Бон      | Џулија Дејвис     | Ања Мит               |
| Џери              | Спајк Џоунз       | Лако Николић          |